# Orchelimum unispina
Orchelimum unispina är en insektsart som först beskrevs av Henri Saussure och Francois Jules Pictet de la Rive 1898.  Orchelimum unispina ingår i släktet Orchelimum och familjen vårtbitare. Inga underarter finns listade i Catalogue of Life.